# Stephen Hughes (Politiker)
Stephen Hughes (* 19. August 1952 in Sunderland) ist ein britischer (englischer) Politiker (Labour Party).

## Leben
Hughes schloss seine Ausbildung mit einem Diplom in Kommunalverwaltung 1975 ab und war anschließend in der Gemeindeverwaltung tätig. Als Mitglied der Labour Party war er neben verschiedenen Parteitätigkeiten und Gewerkschaftsfunktionen von 1979 bis 1984 Assistent des Europaparlamentmitglieds Roland Boyes sowie Delegierter der PSE bei der Sozialistischen Internationale. Hughes sitzt seit 1984 im Europäischen Parlament. Hier war er von 1994 bis 1997 Vorsitzender des Ausschusses für soziale Angelegenheiten und Beschäftigung und anschließend zwei Jahre Vorsitzender des Ausschusses für Beschäftigung und soziale Angelegenheiten. Bei der Europawahl 2009 holte er in seinem Wahlkreis, North East England, das beste Ergebnis für einen Kandidaten der Labour Party landesweit.

## EU-Parlament – Periode 2009 bis 2014
Hughes ist Stellvertretender Vorsitzender der Fraktion der Progressiven Allianz der Sozialisten & Demokraten im Europäischen Parlament und in folgenden Ausschüssen und Delegationen als Mitglied bzw. Stellvertreter aktiv:
Als Mitglied im Ausschuss für Beschäftigung und soziale Angelegenheiten und in der Delegation für die Beziehungen zur Volksrepublik China.
Als Stellvertreter im Ausschuss für Kultur und Bildung und in der Delegation für die Beziehungen zu den Ländern Südostasiens und der Vereinigung südostasiatischer Staaten (ASEAN).